# Namorih
Namorih is een bestuurslaag in het regentschap Deli Serdang van de provincie Noord-Sumatra, Indonesië. Namorih telt 1171 inwoners (volkstelling 2010).